# Петър Ценов
Петър Петков Ценов (1869 -1935) е български учител и автор на първото историко-географско и етнографско изследване на Ботевград.

## Биография
Петър Ценов завършва философско-педагогическия факултет на Висшето училище в София, със специалности география и история под ръководството на професор Анастас Иширков. В труда си Ценов описва природните условия на Ботевградската котловина, бита и структурата на населението, стопанския облик на град Орхание в началото на XX век, а също така историческото минало. 
| „                                 | ...Градът има около 700 дка лозя—американска пръчка, засява жито – 4500 дка и толкова с царевица. Ливадите заемат 6420 дка, а горите – 14 600 – дъбови, букови и малко габър. Градът държи и едно от първите места по пчеловодство...; тютюнът и овощарството са по-слабо развити. В Орхание се произвеждат хубави и здрави марсилски керемиди – цигли; те намират добър пазар... | “ |
| Орхание и Орханийско, София, 1926 | |   |

През 1921 г. Петър Ценов организира в София „Орханийска културно-просветна дружба“ и до края на живота си остава неин заместник-председател. Дружбата развива активна дейност, като чрез нея живеещите в София орханийци подпомагат родния си град. Заслугите на Петър Ценов към учебното дело са налице и като член на Географското и Историческото дружества. Той е първият директор и един от основателите на Втора софийска девическа гимназия. Съдейства за изграждане на почивната база на Първа софийска девическа гимназия в местността „Зелин“ през 1931 г. Част от архивът му – спомени, снимки и документи, днес е притежание на кореняшкото дружество „Орханиец“, предоставен от съпругата на един от синовете му, Дора Ценова.

## Творчество
- Орхание и Орханийско, София, 1926